# جورج فريدريك نيكولاي
جورج فريدريك نيكولاي (بالألمانية: Georg Friedrich Nicolai)‏ هو عالم وظائف الأعضاء ألماني، ولد في 6 فبراير 1874 في برلين في ألمانيا، وتوفي في 8 أكتوبر 1964 في سانتياغو في تشيلي.